# Federal (Entre Ríos)
La ciudad de Federal es el municipio cabecera del departamento homónimo, ubicado en el distrito Francisco Ramírez, en la provincia de Entre Ríos, República Argentina. 
La ciudad de Federal se ubica a 206 km de la capital provincial, Paraná, por Ruta Nacional 127 y 521 km de Buenos Aires por RP22, RN14 y RN 9.
Concordia es el centro urbano más grande cercano a Federal, 107 km por RP N.° 22 que conectan Federal con la ciudad mayor de la cuenca del río Uruguay.
De acuerdo con el censo de 2010 la localidad de Federal tiene 18 015 habitantes, habiendo tenido 14 478 en el censo de 2001.
Federal es la ciudad antípoda exacta de la ciudad china de Shanghái, la tercera ciudad más poblada del mundo.

## Historia
En 1803 se afincaron los primeros pobladores y la zona pasa a ser conocida como paraje "Paso de las Yeguas" debido a la abundancia de yeguarizos.  
Federal se funda en un contexto nacional de modelo agroexportador de la República Argentina, como otras tantas colonias en la provincia de Entre Ríos, Santa Fe, Córdoba y Buenos Aires. Durante este proceso la llegada de inmigrantes y el sistema ferroviario desarrollaron un modelo económico basado en la agricultura.  
El 7 de septiembre de 1880 por decreto del gobernador Coronel José Francisco Antelo, funda una Colonia agrícola que se denomina Colonia Antelo con más de 12.000 hectáreas, hasta que en 1884 la legislatura provincial la bautizó como Colonia Federal.
El 24 de noviembre de 1888 fue nombrada la primera comisión municipal (junta de fomento) por decreto del poder ejecutivo de la provincia, en respuesta a la petición de vecinos, considerando que la misma reunía las "condiciones requeridas por la Ley Orgánica Municipal". Así se decretó: "Nombrase en la Colonia Federal una comisión municipal compuesta de los señores Antonio Flores, José Villalonga, Juan Usado, José Rossi y Miguel Reynafé".
El 31 de marzo de 1889 fue elegido su primer intendente, Antonio Flores, quien tomó posesión del cargo el 4 de abril de ese año. Luego de la reforma constitucional de 1933 fue transformado en municipio de 2° categoría el 1 de julio de 1935. Por decreto 5395/1957 del 2 de octubre de 1957 se le asignó la categoría de ciudad como municipio de 1ª categoría.
El 15 de septiembre de 1972 se convirtió en la cabecera del departamento Federal, creado ese mismo día, siendo hasta entonces parte del departamento Concordia.
Mediante la ley provincial N.º 9338, sancionada el 3 de julio de 2001 (promulgada el 16 de julio de 2001) se amplió el ejido del municipio a 32 797 hectáreas, llegando hasta el río Gualeguay.
Al desaparecer las categorías municipales el 10 de diciembre de 2011 pasó a tener un concejo deliberante de 11 miembros.

## Economía
La economía de la ciudad de Federal se caracteriza por la administración de servicios e instituciones públicas, comercios y el creciente impulso de emprendedores en la fabricación de cuchillos artesanales, acompañado de marroquinería en forrado de mate, porta-termos, etc. 
A 15 km de la ciudad de Federal, en el Paraje Las Delicias cuna de la producción del cuchillo artesanal, funciona la asociación comunitaria en la industria artesanal de cuchillos más grande del país.  
Con la promulgación y publicación de la Ley N.º 10 444 declara a la ciudad de Federal Capital Provincial de la Cuchillería Artesanal. Actualmente el departamento tiene el Centro de Cuchillería Artesanal más grande del país, compuesto por más de 200 familias repartidas entre Las Delicias y Federal.  
Esta actividad ha tomado trascendencia a nivel nacional con federalenses que se radicaron en distintas localidades y provincias del país, llevando con ellos el oficio e instalando emprendimientos de cuchillerías artesanales.  
En las zonas rurales es marcada la presencia de la agricultura familiar y también las grandes explotaciones pecuarias (de ganado bovino y, en menor medida, caprino) y agrícolas. Entre los principales cultivos se destacan el trigo, la soja y los rollizos.

## Festival Nacional del Chamamé
Desde 1976 Federal es sede del Festival Nacional del Chamamé, el próximo 3 al 11 de febrero de 2024 se realiza la 49° edición. Federal convoca a los mejores artistas litoraleños y público de todo el país a su escenario Ernesto Montiel, ubicado en el anfiteatro municipal Francisco Ramírez.
Como antesala al festival mayor con entrada libre y gratuita se realizan durante una semana las bailantas y peñas de chamamé más grandes del país. Este evento popular y multitudinario representa el patrimonio cultural vivo de la ciudad donde se presentan más de 100 grupos musicales del género chamamé de toda la región y el país.

## Fiesta Provincial del Cuchillero
La comisión directiva del Club Social y Deportivo Talleres, tomó la iniciativa de realizar los días 12 y 13 de septiembre de 2015, la Fiesta del Cuchillero en el Anfiteatro Francisco Ramírez, lugar donde todos los años se realiza el Festival Nacional del Chamamé. Obteniendo en esta Primera Edición la declaración de Interés Cultural a través del Honorable Consejo Deliberante y de Interés Provincial por la Legislatura de la Provincia de Entre Ríos.
La historia de este trabajo artesanal comenzó con la instalación de una misión cristiana en un paraje federalense llamado Las Delicias, un lugar con una situación social muy frágil, quizás la zona social más vulnerable de todo el norte de Entre Ríos. Fue Don Carlos Schafer quien enseñó a la población de ese lugar el arte de la fabricación de cuchillos, lo que los fue dotando de destrezas y habilidades artesanales, este proceso produjo la transformación en la idiosincrasia del poblador de la zona.
Cabe resaltar que hay dos lugares en el país que ofertan esta calidad de cuchillos, Tandil en la Provincia de Buenos Aires, y Federal en nuestra provincia.

## Parroquias de la Iglesia católica en Federal
| Diócesis   | Concordia          |
| ---------- | ------------------ |
| Parroquias | Santa Rosa de Lima |

## Camping Municipal "Puesto 4"
Ubicado al este de la ciudad, sobre calle Lavalle entre Hipólito Yrigoyen y Eulogio González, a orillas del arroyo Federal Grande se encuentra el Camping Municipal "Puesto 4", un espacio verde de la ciudad en el cual se realizan actividades de recreación y camping, disponible para albergar a viajeros y vivir una experiencia cercana con la naturaleza. Cuenta con sanitarios, gym a cielo abierto, parque infantil, mesas y parrillas.